# Emídio Adolfo Vitório da Costa
Emídio Adolfo Vitório da Costa foi um político brasileiro.
Foi presidente da província do Piauí, de 6 de dezembro de 1883 a 8 de setembro de 1884.